# Mohammed Al-Naimi
Mohammed Khaled Al-Naimi (25 marzo 2000) è un calciatore qatariota, difensore dell'Al-Duhail.

## Carriera

### Club

#### Al-Duhail
Il 1º luglio 2019, firma un contratto con l'Al-Duhail; però rimane con la squadra poco tempo (85 giorni), visto che il 23 settembre 2019 va in prestito ad una squadra saudita; fece una sola presenza.

#### Al-Ahli
Il 23 settembre 2019 va in prestito all'Al-Ahli, fino al 30 giugno 2021; fece 23 presenze.

#### Ritorno a Doha
Il 30 giugno 2021 fa il suo ritorno a Doha, all'Al-Duhail; al momento ha fatto sole 20 presenze.

### Nazionale
Nel 2018, il mister della nazionale under-19 del Qatar, convocò Mohammed, a giocarci.
Nel 2021 torna a giocare nelle nazionali, ma stavolta nell'under-23.
Nel 2023, il mister Carlos Queiroz, lo convocò nella nazionale maggiore del Qatar.

## Palmarès

### Club
- Emir of Qatar Cup: 2

Al-Duhail: 2019, 2022